# Misagh-1
Die Misagh-1 ist ein iranisches Kurzstrecken-Boden-Luft-Lenkwaffensystem, eine sogenannte MANPADS, die zur Bekämpfung von Hubschraubern und Kampfflugzeugen in niedriger Flughöhe bestimmt ist.

## Technik
Das Misagh-1-System ist ein iranischer Nachbau der chinesischen QianWei-1-MANPADS, welche wiederum ein Nachbau der russischen 9K310 Igla-1 ist. Entwickler und Hersteller ist die teheraner Firma Shahid Kazemi Industrial Complex. Misagh-1 wurde gemäß iranischer Angaben im Vergleich zum Vorbild in einigen Punkten verbessert, so zum Beispiel hat sie eine kürzere Reaktionszeit, ein moderneres Infrarot-Zielsystem und einen besseren Feststoffantrieb.
Der Nachfolger dieses Systems ist die Misagh-2-MANPADS, im Wesentlichen eine verbesserte Version.

## Einsatz
Seit 1993 wird die Misagh-1 bei den iranischen Streitkräften eingesetzt. Des Weiteren findet es Verwendung bei diversen pro-schiitischen Gruppierungen, welche im Syrienkrieg oder am Huthi-Konflikt beteiligt sind.